# 科羅拉多河契約
《科羅拉多河契約》（英語：Colorado River Compact）是1922年美國西南部科羅拉多河流域七個州之間簽訂的協議。該協議以李氏渡口為界，將河流分成上游流域與下游流域，上游流域包括科羅拉多州、新墨西哥州、猶他州、懷俄明州部分地區，以及亞利桑那州一小部分，下游流域包括亞利桑那州、加利福尼亞州、內華達州、以及新墨西哥州與猶他州部分地區。此協議規定了上游流域與下游流域各州之間對於河流流量的分配。
《科羅拉多河契約》最初由律師德爾夫·卡彭特（Delph Carpenter）提出，在新墨西哥州舉行的一次會議上由各州代表簽署。科羅拉多河及其支流在通往墨西哥的途中經過七個州。
科羅拉多河根據眾多契約、聯邦法案、法院判決及法令、合同以及統稱為“河流法”的監管指南進行管理。